# 柴任三左衛門
柴任 三左衛門（しばとう さんざえもん、寛永3年（1626年）- 宝永7年閏8月20日（1710年10月12日））は、江戸時代前期の武士、剣豪、兵法家。剣豪宮本武蔵の二天一流兵法第3代師範で、武蔵の兵法と『五輪書』を肥後国を出て江戸、筑前国、播磨国などへ伝えた。柴任が福岡黒田藩に伝えた武蔵の逸話は、後に最古の武蔵伝記『武州伝来記』として著されることとなった。
本姓本庄、改姓して柴任三左衛門、後に助右衛門、諱は重斎、秀正、美矩、最後は重矩、号は固学道随、また一鑑道随。
名前については近年熊本で発見された新史料『本庄家系譜』および『武州伝来記』の柴任記事、柴任が発行した『五輪書』（九州大学本）奥書による。

## 生涯

### 出自
寛永3年（1626年）、肥後熊本藩士本庄喜助の二男として誕生した。当初の名は熊介（くまのすけ）。
寛永18年（1641年）に父が藩主の細川忠利に殉死すると、兄・本庄角兵衛は新知150石（後200石）で召抱えられ別家を立てていたため、熊介が父の跡式15石5人扶持を継いだ（熊本藩史料「追腹仕衆妻子並兄弟付」寛永18年6月17日付）。

### 渡り奉公
寛永17年（1642年）に肥後入りした宮本武蔵に入門して二天一流兵法を学び、武蔵が死去すると、2代寺尾孫之允勝信に7年随仕して修行に勤め、承応2年（1653年）に寺尾から『五輪書』を相伝され兵法3代となる。のち訳あって肥後国を離国、兄嫁の親戚で武蔵所縁の小倉藩重臣・島村十左衛門を頼り、江戸で旗本家の兵法指南役となる。また十左衛門の紹介にて福岡藩家老黒田（立花）平左衛門重種（丹治峯均の実父）が寄り親となり、万治3年（1660年）に300石で3代藩主黒田光之の御小姓組に召抱えられ、藩士に兵法を指導、福岡藩二天一流の開祖となる。
柴任は寛文年間に黒田家も致仕して、大和郡山藩本多政勝に400石で招聘され、ここで重臣・大原勘右衛門の女を娶る。しかし、政勝の死後、藩主相続をめぐって九六騒動がおこり、15万石の本多家の領地のうち、嫡流本多政長に9万石と政勝実子・本多政利に6万石に分割されると、柴任は政利に従った。
延宝6年（1678年）に政利の播州明石に移封に従い、同8年（1680年）福岡藩の吉田太郎右衛門實貫に『五輪書』を相伝し、二天一流兵法4代目とした。その後、外甥（妻の甥）大原惣右衛門の早世に伴う大原家の家督相続において意見が入れられなかったことを不満に思い致仕。江戸や近江大津にて浪人するが、貞享4年（1687年）64歳の時に、姫路藩本多政武に500石で招聘され藩主側近の相伴衆となる。なおこれは、合戦のなくなった島原の乱以後、兵法や武芸が軽視される中、兵法に優れた者であれば大藩雄藩の上級家臣として召抱えられ、渡り奉公が可能な時期が江戸時代中期まで続いていたという事例として注目される。

### 兵法普及
隠居後は妻とともに明石へ戻り、養女（妻大原氏の姪）婿で明石藩松平直常家臣・橋本七郎兵衛（200石）宅に同居し、明石領中ノ庄に居住した。『本庄家系譜』によれば主君の松平直常も度々重矩宅へ立ちよるほど、敬意を払われていた。
また、筑前二天流第5代目福岡藩の立花峯均は病床の4代目吉田実連の意を受けて元禄14年（1701年）、16年（1703年）の2度、明石にいる柴任を訪ね兵法を伝授され、同じ頃に龍野藩で古い武蔵の流儀「多田圓明流」兵法師範であった多田源左衛門祐久も柴任より二天一流の伝授を受け、新旧流儀の合流がなされている。なお、多田家に代々伝わる享保6年（1721年）作成の『圓明流系図』は柴任の口伝をうかがわせる内容で、祐久が当時認識していた武蔵の流儀系統が知られる貴重な史料となっている（龍野市立歴史文化資料館蔵）。

### 没年
『本庄家系譜』は柴任が死去したのは宝永7年（1710年）閏8月20日としている。一方『武州伝来記』の柴任死亡日は宝永3年（1706年）丙戌閏8月20日である。双方4年もの隔たりがある。いずれも「閏8月20日」は合致している。当時の暦は太陰太陽暦で、2、3年ごとに閏月を置いた。閏月がある年は1年13箇月で同じ月が二度あり、後のほうを閏何月といった。それだけに生没年の考証には印象の強い月になる。宝永年間の閏月のある年は2年、5年、7年である。その内閏月が8月の年は宝永7年だけである。これにより『本庄家系譜』の宝永7年が正しく、『武州伝来記』の宝永3年は丹治峯均の記憶違いと判断される。柴任三左衛門重矩、号固学道随、享年85。

### 墓発見
平成20年（2008年）12月、地元の郷土史家の調査で偶然、兵庫県明石市人丸町の曹洞宗雲晴寺の無縁墓の中に妻岩の墓と共に発見された。
柴任墓は表面に「固学道随居士」裏面に「柴任氏道随重矩 墓 産干肥州熊本城下卒於播州明石城下」右側面に「寳永七庚寅年閏（以下剥離欠損）」左側面に「柴任右傳士重正 大原清三郎正矩 建之」とあり、表面の上部に柴任氏の家紋に並べて本姓本庄氏の家紋が彫られていた。
妻岩の墓は表面に「清窻貞殿大姉 霊位 元禄十五壬午歳 十月十八日」、裏面に「柴任氏重矩妻大原氏岩 墓 産干和州郡山城下卒於播州明石城下」左側面「孝子 大原氏清三郎 建之」とあり、表面上部に大原氏の家紋が彫られている。
この墓の碑文は『武州伝来記』及び『本庄家系譜』記事内容を裏付けるとともに、両史料に不一致であった柴任の没年を決定づける重要な発見となった。雲晴寺は宮本武蔵作庭伝承があり、その庭も近年発掘されていることから、柴任は先師宮本武蔵にゆかりの深い雲晴寺を自身の菩提寺にしたものであろう。